# NGC 5414
NGC 5414 (również PGC 49976 lub UGC 8942) – galaktyka znajdująca się w gwiazdozbiorze Wolarza. Odkrył ją Wilhelm Tempel 25 kwietnia 1883 roku. Jest zaliczana do radiogalaktyk.